# Бакерабад (Шазанд)
Бакерабад (перс. باقراباد) — село в Ірані, у дегестані Заліян, у бахші Заліян, шагрестані Шазанд остану Марказі. За даними перепису 2006 року, його населення становило 32 особи, що проживали у складі 12 сімей.

## Клімат
Середня річна температура становить 10,08 °C, середня максимальна – 29,32 °C, а середня мінімальна – -12,50 °C. Середня річна кількість опадів – 287 мм.
| Клімат поселення                              | Клімат поселення | Клімат поселення | Клімат поселення | Клімат поселення | Клімат поселення | Клімат поселення | Клімат поселення | Клімат поселення | Клімат поселення | Клімат поселення | Клімат поселення | Клімат поселення | Клімат поселення |
| Показник                                      | Січ.             | Лют.             | Бер.             | Квіт.            | Трав.            | Черв.            | Лип.             | Серп.            | Вер.             | Жовт.            | Лист.            | Груд.            |                  |
| Середній максимум, °C                         | 4,58             | 6,73             | 10,49            | 17,35            | 22,57            | 27,43            | 29,08            | 29,32            | 24,31            | 17,98            | 11,34            | 6,09             |                  |
| Середня температура, °C                       | −3,94            | −1,81            | 1,95             | 8,82             | 14,03            | 18,90            | 23,23            | 23,49            | 18,47            | 12,15            | 5,48             | 0,26             |                  |
| Середній мінімум, °C                          | −12,5            | −10,35           | −6,59            | 0,26             | 5,49             | 10,36            | 17,41            | 17,65            | 12,62            | 6,31             | −0,34            | −5,58            |                  |
| Норма опадів, мм                              | 43               | 39               | 53               | 39               | 34               | 7                | 1                | 1                | 1                | 6                | 25               | 38               |                  |
| Середньомісячна швидкість вітру, м/с          | 1.18             | 2.43             | 2.84             | 2.76             | 2.34             | 2.22             | 2.14             | 2.20             | 2.12             | 1.96             | 1.87             | 1.23             |                  |
| Середньомісячна сонячна радіація, кДж/м²·день | 9508             | 12525            | 15184            | 18423            | 22476            | 27063            | 26011            | 24168            | 21414            | 15969            | 11225            | 9206             |                  |
| --------------------------------------------- | ---------------- | ---------------- | ---------------- | ---------------- | ---------------- | ---------------- | ---------------- | ---------------- | ---------------- | ---------------- | ---------------- | ---------------- | ---------------- |
| Джерело:                                      |                  |                  |                  |                  |                  |                  |                  |                  |                  |                  |                  |                  |                  |